# پرچم راینلاند-فالتس
پرچم راینلاند-فالتس در ۱۰ مه ۱۹۴۵ پذیرفته شد.این پرچم دارای رنگهای مشکی ، قرمز وزرد افقی تشکیل شده است.